# 阿达河畔帕代尔诺
阿达河畔帕代尔诺（義大利語：Paderno d'Adda）是意大利莱科省的一个市镇。总面积3平方公里，人口3929人，人口密度1309.7人/平方公里（2009年）。国家统计（ISTAT）代码为097062。